# Interestatal 29
La Interestatal 29 (I-29) es una autopista en el Medio Oeste de Estados Unidos. Conecta Kansas City (Misuri) en el punto donde se unen la Interestatal 35 e Interestatal 70 a la frontera de los Estados Unidos y Canadá cerca de Pembina, Dakota del Norte. Desde ese punto se extiende con la autopista canadiense Carretera de Manitoba 75 por medio de una corta autopista canadiense numerada 29, el Manitoba Highway 29.

## Largo
| Longitudes | Longitudes | Longitudes |
|            | mi         | km         |
| ---------- | ---------- | ---------- |
| MO         | 123        | 198        |
| IA         | 161        | 259        |
| SD         | 252        | 406        |
| ND         | 217        | 349        |
| Total      | 753        | 1,212      |

## Ciudades importantes
I-29 provee circulación terrestre a sectores de cuatro estados del Medio Oeste de Estados Unidos.

### Misuri
I-29 corre junto con I-35 y US Route 71 y se desprende de ellos al norte del pueblo de St. Joseph y siuge a lo largo del Río Misuri hasta Council Bluffs. En un punto se llegó a proponer enviar al I-29 junto con I-71 para que atravesara los pueblos más numerosos como Mayville y Clarinda.
La mayor parte del recorrido que hace I-29 en Misuri es por una región histórica de ese país denominada el Platte Purchase (la Compra Platte), una porción de terreno que pertenecía principalmente a los amerindios Iowa y que fue comprada por el gobierno estadounidense a comienzos del siglo XIX. El aeropuerto internacional de Kansas City está situado en esa región.

### Iowa
El Interstate 29 comienza la ruta del estado de Iowa, cerca del pueblo de Hamburg y toma una dirección noroeste hasta llegar a una intersección con el Highway 2 de Iowa. En ese punto toma un giro hacia el norte hacia Council Bluffs y en esa ciudad corre conjuntamente con Interstate 80. Al norte de Council Bluff, I-29 se une con Interestatal 680 desde la salida 61 hasta la 71. Al separarse el Interstate 680, I-29 continua con dirección noroeste pasando Sioux City. En esa ciudad parte de la I-29, el Interestatal 129 hacia Nebraska. Después de Sioux City, I-29 continúa su ruta norte hacia Dakota del Sur.

### Dakota del Sur
El Interstate 29 entra a Dakota del Sur a la altura de North Sioux City por encima del Big Sioux River, un río al este del estado. Luego corre en dirección noroeste hasta que se encuentra con Highway 50 estatal, no muy lejos de Vermillion en cuyo punto gira hacia el norte. Prosigue hacia el norte, justo antes de llegar a Sioux Falls y en ese punto parten diversas autopistas que dirigen al oeste del estado. Al norte de Sioux Falls se encuentra con Interestatal 90 y continúa norte hasta pasar Brookings y una intersección con US Route 14. Poco después toma un giro hacia el noroeste hacia Watertown y en ese punto continúa hacia el siguiente estado, Dakota del Norte.

### Dakota del Norte
El Interstate 29 entra el estado de Dakota del Norte desde su frontera sur, cerca del pueblo de Hankinson. Al llegar a la altura de Fargo, se encuentra con Interestatal 94 y continúa a lo largo del Red River, un río que delimita la frontera este del estado hasta Grand Forks. Al cruzar la frontera de Canadá, se convierte en la Carretera de Manitoba 75, el cual conduce hacia la ciudad de Winnipeg, Manitoba.